# Херцогство Клеве
Херцогство Клеве (на немски: Herzogtum Kleve, Cleve) е територия на Свещената Римска империя, от 1500 г. в Доленрейнски-Вестфалски имперски окръг, от двете страни на Рейн между Мюнстер, имперския манастир Есен, херцогствата Берг, Юлих и Гелдерн и Куркняжество Кьолн. Клеве е от около 1020 г. графство и през 1417 г. е издигнат на херцогство. Резиденция на владетелите е бил замъка Шваненбург в град Клеве, също понякога и замъка Монтерберг при Калкар.
През началото на 11 век император Хайнрих II поставя двама братя за графове на долния Нидеррайн, от които Герхард става прародител на графовете на Гелдерн, a Рутгер на графовете на Клеве.
Клеве е издигнат на херцогство през 1417 г. от император Сигизмунд Люксембургски. Адолф II (Клеве-Марк) от Дом Ламарк е през 1417 г. първият херцог на Клеве.
През 1521 г. херцогствo Клеве, Херцогство Юлих, Графство Марк и Херцогство Берг се обидиняват и се казват Юлих-Клеве-Берг до 1614 г.

## Владетели на Клеве

### Графство

#### Дом Клеве (* до 1368)
- ок. 1020–1050 Рутгер I
- ок. 1051–1075 Рутгер II
- ок. 1076–1091 Дитрих (II)
- 1092–1117 Дитрих I/III
- 1120–1147 Арнолд I
- 1150–1172 Дитрих II/IV
- 1173–1202 Дитрих III/V
- 1189–1200 Арнолд II
- 1202–1260 Дитрих IV/VI
- 1260–1275 Дитрих V/VII
- 1275–1305 Дитрих VI/VIII
- 1305–1310 Ото
- 1310–1347 Дитрих VII/IX
- 1347–1368 Йохан

#### Дом Ламарк(1368–1417)
- 1368–1394 Адолф I
- 1394–1448 Адолф II, 1417 първият херцог на Клеве

### Херцогство

#### Дом Ламарк(1417–1609)
- 1417–1448 Адолф II
- 1448–1481 Йохан I
- 1481–1521 Йохан II
- 1521–1539 Йохан III (от 1521 херцог на Юлих-Клеве-Берг)
- 1539–1592 Вилхелм
- 1592–1609 Йохан Вилхелм

#### ДомХоенцолерн‎(1609/1666–1918)
- 1609–1619 Йохан Сигизмунд
- 1619–1640 Георг Вилхелм
- 1640–1688 Фридрих Вилхелм
- 1688–1713 Фридрих I
- 1713–1740 Фридрих Вилхелм I
- 1740–1786 Фридрих II
- 1786–1797 Фридрих Вилхелм II
- 1797–1840 Фридрих Вилхелм III
- 1840–1861 Фридрих Вилхелм IV
- 1861–1888 Вилхелм I
- 1888–1888 Фридрих III
- 1888–1918 Вилхелм II